# ワシカモメ
ワシカモメ（鷲鴎、学名:Larus glaucescens）は、チドリ目カモメ科に分類される鳥類の一種である。
アメリカオオセグロカモメの近縁種であり、特にピュージェット湾では、頻繁に雑種が生まれる。

## 分布
シベリア東部、カムチャツカ半島、アラスカ北西の沿岸で繁殖し、非繁殖期は、繁殖地付近に留まる個体と南下する個体に分かれる。アラスカで繁殖した個体は、主にカリフォルニアの沿岸に渡り越冬する。
日本では、冬鳥として本州中部以北から北海道にかけて渡来する。関東地方以西ではまれである。北海道では越夏する個体もいる。

## 形態
全長61-69 cm、翼開長約140cm。背や翼の上面は、青灰色。初列風切は灰色。頭部から胸にかけては白色である。嘴は黄色で他のカモメ類と比べると大きく、下嘴の先端がややふくらんでおり赤い斑がある。

## 生態
海岸、内湾、港、河口などに生息する。岩礁のある海岸を好む傾向がある。非繁殖期には群れで生活するが、日本ではオオセグロカモメ等の群れに数羽混じっていることが多い。繁殖期にはコロニーを形成する。
食性は動物食。主に魚類や頭足類、甲殻類、海鳥の雛や卵、貝類、動物の死骸などを食べる。
鳴き声は「ニャーオ」「アゥー」「キィーュ」など。オオセグロカモメやシロカモメと似ている。

## オオセグロカモメとの交雑
2003年に北海道礼文島でオオセグロカモメとの交雑記録が報告されている。
また、2005年から2010年にかけて、北海道利尻町で、2009年には北海道利尻富士町で、繁殖行動が観察されている。

## 保全状態評価
- LEAST CONCERN (IUCN Red List Ver. 3.1 (2001))